# 대한민국 민법 제721조
대한민국 민법 제721조는 조합의 청산인에 대한 대한민국 민법 채권법 조합에 대한 조문이다. 2022년 12월 13일에 법률 제19069호로 시행되었다.

## 조문
제721조(청산인) ① 조합이 해산한 때에는 청산은 총조합원 공동으로 또는 그들이 선임한 자가 그 사무를 집행한다.
② 전항의 청산인의 선임은 조합원의 과반수로써 결정한다.

第721條(淸算人) ① 組合이 解散한 때에는 淸算은 總組合員 共同으로 또는 그들이 選任한 者가 그 事務를 執行한다.
② 前項의 淸算人의 選任은 組合員의 過半數로써 決定한다.

## 같이 보기
- 조합

## 참고 문헌
- 오현수, 일본민법, 진원사, 2014. ISBN 9788963463452
- 오세경, 대법전, 법전출판사, 2014 ISBN 9788926210277
- 이준현, LOGOS 민법 조문판례집, 미래가치, 2015. ISBN 9791155020869